# Pseudoderopeltis aethiopica
Pseudoderopeltis aethiopica es una especie de cucaracha del género Pseudoderopeltis, familia Blattidae.

## Distribución
Esta especie se encuentra en Gabón y República Democrática del Congo.